# Споднє Яблане
Споднє Яблане (словен. Spodnje Jablane) — поселення в общині Кидричево, Подравський регіон‎, Словенія.